# 藤岡郊二
藤岡 郊二（ふじおか ひろじ、1884年（明治17年）2月8日 - 不明 ）は、日本の実業家である。倉敷紡績・倉敷絹織（現クラレ）の取締役。岡山県総社市出身。

## 経歴

### 生い立ち
1884年（明治17年）2月、岡山県吉備郡日美村（現在の総社市）で代々医者の家系である藤岡信道の次男として生まれる。旧制高梁中学（現：岡山県立高梁高等学校）を経て、1903年（明治36年）、第六高等学校 (旧制)へ入学し、同級生に建築家の薬師寺主計がいた。1906年（明治39年）、同校を卒業、東京帝国大学工学部電気科へ進学した。1909年（明治42年）7月に同大学を優良で卒業。兵庫県に当時あった龍野電気株式会社へ主任技師として就職した。

### 電気技師として
2年間、龍野電気に務めた後、1911年（明治44年）7月より、倉敷紡績へ転職する。同社では主に発電所の設計に携わった。藤岡は、大原孫三郎の事業における電力部門に貢献し、倉敷発電所長（後の中国電力）を務めた。その功績が認められて、1914年（大正3年）9月、30歳の若さで当時岡山県都窪郡萬寿村（現倉敷市）にあった倉敷紡績・萬寿工場の工場長となり同社の取締役に就任する。藤岡の性格は、温厚であるが、千人程度の工場労働者を的確に差配していた。その後、同社の子会社として倉敷絹織が発足するにあたり、欧州フランスへ視察へ行き、藤岡は同社の専務取締役・技師に就任した。この後、親戚を頼って再び上京し、1933年（昭和8年）、49歳のときに設立した錦華人絹（読み：きんかじんけん、現・ダイワボウホールディングス）の専務取締役となり広島工場長となった。また、東京人造絹糸の経営再建として社長に藤岡が就任したが、第二次世界大戦中に同社は解散した。同工場は軍部に接収された。

## 前衛的なアールデコ様式の邸宅

### 経緯
藤岡郊二邸は、大正15年に竣工され、薬師寺主計と第六高等学校の同窓であった藤岡郊二の自宅である。薬師寺主計（1884–1965）が1920年代後半に倉敷でアール・デコ様式を取り入れた住宅を設計しており、その設計時期がアール・デコ博覧会の開催前後であり、非常に早い段階で建築分野においてアール・デコ様式を採用していたことが確認されている。薬師寺は、約20棟の住宅を設計しており、その中でも藤岡郊二邸（1926年竣工）と有隣荘の大原孫三郎邸（1928年竣工）は初期の代表作である。これらの作品が彼の渡欧後に設計されたものであることが分かっている。藤岡郊二邸は、昭和5年に藤岡が大原孫三郎のもとを去る際に、鴨井家に譲渡された経緯がある。
当邸宅は平成10年に解体されたが、平成4年9月に当時の所有者である鴨井利郎から協力を得て、建物内部の調査が行われ、設計図が保管されていることが確認された。これにより、藤岡邸の設計および意匠について詳細を知ることが出来る。また、有隣荘の大原孫三郎邸は現存しており、設計図の一部も保管されているため、これについても調査が行われた。薬師寺はアール・デコ博の開催前後に、第一合同銀行本店（後の中国銀行旧本店、1927年竣工）においてアール・デコ様式を採用し設計を行っていたことも確認されている。この時期、藤岡郊二邸や大原孫三郎邸といった住宅の設計も並行して行われていた。薬師寺主計は当時、陸軍省に勤務していたが、東京で設計事務所を開設し、民間の建築設計も手掛けていた。
施工は藤木工務店が担当し、工事費は23,000円であった。工事主任は日本銀行岡山支店の工事主任であった森本順三が務めた。藤木工務店倉敷支店に保管されている設計図面には、「藤岡郊二氏邸設計図」と記載され、4枚の図面で構成されていた。図面には平面図、立面図、断面図、詳細図などがあり、建物は木造二階建てで、延べ床面積279.7㎡であった。

### 邸宅の特徴
平面計画の特徴として、1階は全て洋間であり、出入り口は木製の扉を用いた中廊下式の住宅であった。日本間は2階の南側に面し、寝室と座敷の間に設けられていた。建物の西端にはスキップフロアが設けられ、納戸、台所、配膳室として使用された。外観は特に北立面が合理的なファサードを持ち、無駄な装飾を排したデザインであった。玄関入り口の階段はアール・デコ様式の曲線で形作られ、半円形のデザインが特徴的であった。
また、南面には大きなガラス建具が使用され、十分な採光が確保されていた。屋根材は竣工時に満州の天然スレートを使用していたが、調査時には瓦屋根に葺き替えられていた。外壁はドイツ壁（リシン）仕上げで、当時は蔦が茂っていたが、調査時点では撤去されていた。蔦を這わせる手法は薬師寺主計の独特な表現方法の一つであった。門塀のデザインは、第一合同銀行本店の三階会議室天井に見られる梁形態と同じデザインが採用され、鉄筋コンクリート造でアール・デコのデザインを表現していた。玄関灯や門灯もアール・デコの特徴的な形状で、斬新なデザインが取り入れられていた。室内では、アール・デコ様式のデザインが一階の広間、書斎、居間、食堂、階段室などに見られ、特に天井の照明器具のデザインにはアール・デコ特有のものが使用されていた。
さらに、室内の照明器具の取り付け部分には、天井換気口が設けられ、金網が取り付けられて換気機能を兼ねていた。このデザイン手法は、朝香宮鳩彦邸にも見られる特徴であり、第一合同銀行本店の天井飾りと共通性があった。広間の天井には、稲妻模様が漆喰で表現されており、階段室の天井はアーチ状に仕上げられていた。家具類もアール・デコ様式が貫かれており、椅子や花器台、書棚、書斎机などにはアール・デコ特有の稲妻模様や三角模様が見られ、室内のデザインと一致した一貫した表現が確認できた。

## 家族
- 父親 - 信道（医師）[3]
- 兄弟 - 朴三（長男・医師）[3]
- 兄弟 - 耐三（三男・医師）旧制高梁中卒→六校卒→岡山医科大学卒、産婦人科医[16]。
- 子供 - 脩一（長男・読み：しゅういち）[3]
- 子供 - 波子（長女）東京女子高等師範学校卒（現お茶の水女子大学）。横田信夫と結婚 、夫は富士重工業社長、NHK経営委員をつとめた[17]。